# Тер'є Хауге
Тер'є Хауге (норв. Terje Hauge; 5 жовтня 1965, Берген) — норвезький футбольний арбітр.

## Кар'єра
Провів понад 300 матчів у чемпіонаті Норвегії. З 1993 року є арбітром ФІФА. 12 жовтня 1994 року вперше відсудив міжнародний матч Шотландія — Фарерські острови. Один з найбільш вікових в Європі арбітрів міжнародної категорії. 
Судив матчі чемпіонату Європи 2000 року (як четвертий арбітр), чемпіонату світу 2002 року, чемпіонату Європи 2004 року і ліги чемпіонів, був головним арбітром Суперкубка УЄФА у 2004 році та фіналу Ліги чемпіонів у 2006 році. У цьому фіналі на 18 хвилині вилучив голкіпера Єнса Леманна, показавши першу червону картку в історії фіналів Ліги чемпіонів.
Тричі визнавався кращим арбітром Норвегії (у 2004, 2007 та 2010 роках).

## Статистика
- Чемпіонат світу 2002: 1 гра — 2 жовті картки
- Чемпіонат Європи 2004: 2 гри — 9 жовтих та 1 червону картку
- Кваліфікація чемпіонату світу: 9 ігор — 27 жовтих, 2 червоно-жовтих та 1 червона картка
- Кваліфікація чемпіонату Європи: 8 ігор — 31 жовта та 1 червона картка
- Ліга чемпіонів: 34 гри — 118 жовтих карток, 2 червоно-жовтих і 2 червоні картки